# Изоляционные материалы
Электроизоляционные материалы (диэлектрические материа́лы, диэлектрики, изоляторы) — конструкционные материалы и среды, служащие для изолирования проводников, то есть их электрического разъединения и защиты от внешних воздействий. Основное свойство этих материалов — создание препятствия протеканию электрического тока проводимости (постоянного и переменного).

### Применения
Электроизоляционные материалы применяются в электротехнических, радиотехнических и электронных приборах и устройствах.

### Свойства
У электроизоляционных материалов желательны большое удельное объёмное сопротивление, высокое пробивное напряжение, малый тангенс диэлектрических потерь и малая диэлектрическая проницаемость . Важно, чтобы вышеперечисленные параметры были стабильны во времени и по температуре, а иногда и по частоте электрического поля.
Электроизоляционные материалы можно подразделить:
по агрегатному состоянию:
- Газообразные
- Жидкие
- Твёрдые

происхождению:
- Природные неорганические
- Искусственные неорганические
- Естественные органические
- Синтетические органические

Газообразные. У всех газообразных электроизоляционных материалов диэлектрическая проницаемость близка к 1 и тангенс диэлектрических потерь так же мал, зато мало и напряжение пробоя. Чаще всего в качестве газообразного изолятора используют воздух, однако в последнее время всё большее применение находит элегаз (гексафторид серы, SF6), обладающий почти втрое бо́льшим напряжением пробоя и значительно более высокой дугогасительной способностью. Иногда для изготовления электроизоляционных материалов применяют сочетание газообразных и органических материалов.
Жидкие — чаще всего используют в трансформаторах, выключателях, кабелях, вводах для электрической изоляции и в конденсаторах. Причём в трансформаторах эти диэлектрики являются одновременно и охлаждающими жидкостями, а в выключателях − и как дугогасящая среда (см. Масляный выключатель. В качестве жидких диэлектрических материалов прежде
всего используется трансформаторное масло (см. Масло), конденсаторное масло, касторовое масло, синтетические
жидкости (совтол).
Природные неорганические — наиболее распространённый материал слюда, она обладает гибкостью при сохранении прочности, хорошо расщепляется, что позволяет получить тонкие пластины. Химически стойка и нагревостойка. В качестве электроизоляционных материалов используют мусковит и флогопит, при этом свойства первого выше.
Искусственные неорганические: хорошим сопротивлением изоляции обладают малощелочные стёкла, стекловолокно, ситалл, но основным электроизоляционным материалом всё же является фарфор (полевошпатовая керамика). Эта керамика широко используется для изоляторов токонесущих проводов высокого напряжения, проходных изоляторов, бушингов и т. д. Однако из-за высокого тангенса диэлектрических потерь не годится для высокочастотных изоляторов. Для других более узких задач используется керамика — форстеритовая, глинозёмистая, кордиеритовая и т. д.
Естественные органические: в последнее время в связи с расширением производства синтетических электроизоляционных материалов их применение сокращается. Выделить можно следующие — целлюлоза, парафин, пек, каучук, янтарь и другие природные смолы, из жидких — касторовое масло.
Синтетические органические: большая часть данного материала приходится на долю высокомолекулярных химических соединений — пластмасс, а т.ж. эластомеров (см.Эластомеры). Существуют т.ж. синтетические диэлектрические жидкости (см. Совтол).